# Daniel Kolář
Daniel Kolář (Praga, Checoslovaquia, 27 de octubre de 1985) es un exfutbolista y actual dirigente deportivo checo. En su etapa como jugador profesional se desempeñaba como centrocampista. Su último equipo fue el Viktoria Pilsen de la Liga de Fútbol de la República Checa, club en el que se retiró al finalizar la temporada 2018-19. Desde 2022, trabaja como director deportivo del club. También fue coordinador de la promoción de talentos del mismo entre 2019 y 2022.

## Selección nacional
Fue internacional con la selección de fútbol de la República Checa en 29 ocasiones y convirtió 2 goles. Su debut fue el 5 de junio de 2009 en un amistoso contra Malta.

### Participaciones en Eurocopas
| Copa                    | Sede            | Resultado        | Partidos | Goles |
| ----------------------- | --------------- | ---------------- | -------- | ----- |
| Eurocopa Sub-21 de 2007 | Países Bajos    | Fase de grupos   | 1        | 0     |
| Eurocopa 2012           | Polonia Ucrania | Cuartos de final | 2        | 0     |
| Eurocopa 2016           | Francia         | Fase de grupos   | 1        | 0     |

## Clubes
| Club                       | País            | Año       |
| -------------------------- | --------------- | --------- |
| Sparta Praga               | República Checa | 2003-2008 |
| → FC Slovácko (cedido)     | República Checa | 2004-2005 |
| → FK Chmel Blšany (cedido) | República Checa | 2005      |
| Viktoria Pilsen            | República Checa | 2008-2016 |
| Gaziantepspor              | Turquía         | 2016-2017 |
| Viktoria Pilsen            | República Checa | 2017-2019 |

## Palmarés

### Campeonatos nacionales
| Título                          | Club            | País            | Año  |
| ------------------------------- | --------------- | --------------- | ---- |
| Copa de la República Checa      | Sparta Praga    | República Checa | 2004 |
| Copa de la República Checa      | Sparta Praga    | República Checa | 2006 |
| Liga checa                      | Sparta Praga    | República Checa | 2007 |
| Copa de la República Checa      | Sparta Praga    | República Checa | 2007 |
| Copa de la República Checa      | Sparta Praga    | República Checa | 2008 |
| Copa de la República Checa      | Viktoria Pilsen | República Checa | 2010 |
| Liga checa                      | Viktoria Pilsen | República Checa | 2011 |
| Supercopa de la República Checa | Viktoria Pilsen | República Checa | 2011 |
| Liga checa                      | Viktoria Pilsen | República Checa | 2013 |
| Liga checa                      | Viktoria Pilsen | República Checa | 2015 |
| Supercopa de la República Checa | Viktoria Pilsen | República Checa | 2015 |
| Liga checa                      | Viktoria Pilsen | República Checa | 2016 |
| Liga checa                      | Viktoria Pilsen | República Checa | 2018 |

### Distinciones individuales
| Distinción                            | Año  |
| ------------------------------------- | ---- |
| Talento del año en la República Checa | 2006 |